# Ammopolia olivina
Ammopolia olivina là một loài bướm đêm trong họ Noctuidae.